# Jade Alleyne
Jade Alleyne (Aberdeen, 2001. március 17. –) skót színésznő.
Legismertebb alakítása Kaylee Markson a 2016 és 2017 között futott The Lodge című sorozatban.

## Fiatalkora és magánélete
Alleyne 2001-ben Aberdeenben született. Az Albyn Schoolba járt, de Dél-Londonba költözött, amikor felvették a Sylvia Young Theatre Schoolba. Nagynénje Sonita Alleyne.

## Pályafutása
Szerepelt a 4 O'Clock Club című sorozatban, majd a Disney Channel The Lodge című sorozatában alakított főszerepet. 2019-ben ő énekelte a Sadie Sparks című animációs sorozat főcímdalát. Ugyanebben az évben a BBC Évek alatt című sorozatában is feltűnt. 2020-ban a Netflix White Lines – Totál szívás Ibizán című thrillersorozatában szerepelt.

## Filmográfia
| Év        | Magyar cím                        | Eredeti cím              | Szerep           | Megjegyzések                                  |
| --------- | --------------------------------- | ------------------------ | ---------------- | --------------------------------------------- |
| 2015–2018 |                                   | 4 O'Clock Club           | Clem Burton      | főszereplő                                    |
| 2016      |                                   | Ultimate Brain           | önmaga           | 1 epizód                                      |
| 2016      |                                   | CBBC Official Chart Show | önmaga           | 1 epizód                                      |
| 2016      |                                   | Blue Peter               | önmaga           | 1 epizód                                      |
| 2016–2017 | The Lodge                         | The Lodge                | Kaylee Markson   | - főszereplő - magyar hangja: - Czető Zsanett |
| 2019      | Évek alatt                        | Years and Years          | Ruby Bisme-Lyons | - főszereplő - magyar hangja: - Pekár Adrienn |
| 2020      | White Lines – Totál szívás Ibizán | White Lines              | Tanit Ward       | főszereplő                                    |
| 2021      |                                   | Twist                    | Estella          | mozifilm                                      |